# Swanside Beck
Der Swanside Beck ist ein Wasserlauf in Lancashire, England. Er entsteht östlich von Rimington aus dem Zusammenfluss von Howgill Beck und Crag Clough. Er fließt in westlicher Richtung und bildet bei seinem Treffen mit dem Ings Beck den Smithies Brook.